# X-Men: The Last Stand
X-Men: The Last Stand (även känd som X3) är en amerikansk-brittisk långfilm från 2006. Filmen är den tredje delen i filmserien som baseras på den amerikanska superhjälteserien X-Men från Marvel Comics.

## Handling
Läkemedelsföretaget Worthington Labs har utvecklat ett medel som kan bota mutanter från sina olikheter och krafter, och linjer är dragna mellan X-Men och Magnetos (Ian McKellen) 'Brotherhood'. För första gången har mutanterna nu ett val: att fortsätta leva med sina krafter trots att det isolerar dem från omvärlden, eller ge upp mutantkrafterna och bli vanliga människor.
Den omvälvande möjligheten tvingar dem alla att ta ställning, att antingen ge upp det som gör dem unika för att passa in, för att kunna vara med dem de älskar, och att slippa leva under ständig förföljelse. Eller slåss för rätten att vara den de är.

## Om filmen
Bryan Singer, som regisserade de två första filmerna, var inte aktuell för denna film eftersom han var upptagen med Superman Returns. Länge var det meningen att Matthew Vaughn skulle regissera X3 men endast nio veckor innan inspelningsstart hoppade han av projektet av personliga skäl. Till slut regisserades filmen av Brett Ratner som tidigare bland annat regisserat Röd drake. Kelsey Grammer som är mest känd för sina roller i TV-serierna Frasier och Skål spelar Hank McCoy/Beast. Andra mutanter som medverkar för första gången är Angel (spelad av Ben Foster) och Juggernaut.

## Rollista (i urval)
- Hugh Jackman – James "Logan" Howlett / Wolverine
- Halle Berry – Ororo Munroe / Storm
- Ian McKellen – Erik Lehnsherr / Magneto
- Patrick Stewart – Charles Xavier / Professor X
- Famke Janssen – Jean Grey / Phoenix
- Anna Paquin – Marie D'Ancanto / Rogue
- Kelsey Grammer – Dr. Henry "Hank" McCoy / Beast
- Shawn Ashmore – Bobby Drake / Iceman
- Aaron Stanford – John Allerdyce / Pyro
- Elliot Page[1] – Katherine "Kitty" Pryde / Shadowcat
- Rebecca Romijn – Raven Darkholme / Mystique
- James Marsden – Scott Summers / Cyclops
- Vinnie Jones – Cain Marko / Juggernaut
- Ben Foster – Warren Worthington III / Angel
- Dania Ramirez – Callisto
- Michael Murphy – Warren Worthington II
- Shohreh Aghdashloo – Dr. Kavita Rao
- Josef Sommer – Presidenten
- Bill Duke – Bolivar Trask
- Daniel Cudmore – Peter Rasputin / Colossus
- Eric Dane – James "Jamie" Madrox / Multiple Man
- Cameron Bright – Jimmy / Leech
- Kea Wong – Jubilation Lee / Jubilee
- Shauna Kain – Theresa Rourke Cassidy / Siryn
- Mei Melançon – Psylocke
- Ken Leung – Kid Omega
- Omahyra Mota – Arclight
- Lance Gibson – Spike
- Olivia Williams – Dr. Moira MacTaggert
- Chris Claremont – Man med gräsklippare (cameo)
- Stan Lee – Man med vattenslang (cameo)